# Bulgarien i olympiska sommarspelen 1960
Bulgarien deltog med 98 deltagare vid de olympiska sommarspelen 1960 i Rom.Totalt vann de en guldmedalj, tre silvermedaljer och tre bronsmedaljer.

## Medaljer

### Guld
- Dimitar Dobrev - Brottning, mellanvikt.

### Silver
- Krali Bimbalov - Brottning, lätt tungvikt.
- Nezjdet Zalev - Brottning, bantamvikt.
- Stantjo Ivanov - Brottning, fjädervikt.

### Brons
- Dinko Petrov - Brottning, bantamvikt.
- Enju Valtjev - Brottning, lättvikt.
- Velik Kapsazov - Gymnastik, ringar.